# Demetra
 Ovo je glavno značenje pojma Demetra. Za druga značenja pogledajte Demetra (razdvojba).
Demetra (grč. Δημήτηρ, Dêmếtêr) u grčkoj mitologiji boginja je zemlje, ratarstva, plodnosti, a u prvom redu žita; Rejina je i Kronova kći, Zeusova sestra i Perzefonina majka. Demetrin je pandan u rimskoj mitologiji Cerera. Antički su narodi smatrali da je identična Izidi u egipatskoj mitologiji.

## Etimologija
Demetrino grčko ime znači "majka božica", kao supruga ie. boga zvanog *dyēws ph2tēr, iz kojeg je izvedeno i Zeusovo ime te Jupiterovo, a moguće je da joj je pandan i Dijana.
Druga je mogućnost da je izvedeno iz dorskog te da znači "majka zemlja".

## Karakteristike
Obično je prikazivana uz žito, a najomiljenija ptica bila joj je roda. Atributi su joj:
- klas
- baklja
- mak
- zmija
- narcis
- bubamara
- kalathos (košarica voća i cvijeća)

Često je prikazivana na kočiji, a povezivana je i s prizorima žetve, uključujući cvijeće, voće i žito. Uz nju je obično bila i Perzefona.

## Mitologija

### Rođenje
Bila je Rejina i Kronova kći, Hestijina, Herina, Hadova i Posejdonova sestra, a također i Zeusova sestra. Kao i njezinu braću i sestre, sustigla ju je ista sudbina, njezin ju je otac progutao bojeći se moguće pobune. Demetra je i dalje, kao i ostali bogovi, živjela u njegovoj utrobi sve dok je nije oslobodio Zeus, njezin najmlađi brat koji je izmaknuo toj sudbi i proglasio se vrhovnim božanstvom. Dodijelio joj je brigu za plodnost zemlje te je ona naučila ljude obradi zemlje i tako promijenila ljudsko društvo koje je dotada bilo orijentirano samo na stočarstvo i lov.
Sa Zeusom je imala kći Perzefonu i sina Zagreja, a s Posejdonom kći Despenu i sina - konja Ariona. S Jasionom je imala sinove Pluta i Filomeja, a s Karmanorom sina Eubola. U jednom se rijetkom mitu govori da je i Artemida bila njezina kći.

### Otmica Perzefone
Demetra je Zeusu rodila kćer Perzefonu. Kad se ona igrala s nimfama na livadi, pod njom se otvorila zemlja te se iz ponora pojavio Had i oteo je. Had ju je duboko volio i nije ju htio pustiti iz podzemnoga svijeta. Demetra je čula krik svoje kćeri i potrčala u pomoć, ali već je bilo kasno. Demetra je lutala svijetom devet dana bez hrane i pića, sve dok joj Helije nije otkrio što se s Perzefonom dogodilo. Nesretna je majka pošla na Olimp i zatražila od Zeusa da joj pomogne.
Za to se vrijeme Had oženio Perzefonom i dao joj da kuša zrna šipka (kad bi netko kušao nešto iz podzemnoga svijeta, više se nije mogao vratiti na zemlju). Demetra se potom zatvorila u svoj hram u Eleuzini te na svijet poslala neplodnost uzrokovavši velike neizdržive katastrofe i za ljude i za bogove. Zeus je odlučio umiješati se te je odredio da Perzefona trećinu godine živi u podzemnome svijetu s Hadom, a ostatak godine na zemlji. Tako da Demetra tugujući na zimu zemlji daje neplodnost dok joj kći odlazi u Had, a kad se vrati, odijeva prirodu u zelenilo i cvijeće. Tako su nastala godišnja doba.

### Darovi
Triptolema, sina eleuzinskog kralja Keleja, Demetra je naučila uzgajati biljke, kao zahvala za to što su je Triptolemovi roditelji ugostili u svome domu dok je tugovala za Perzefonom, premda oni nisu znali da su primili božicu - predstavila im se kao Doso. Podala mu je zrnje žita i naučila ga orati te mu je rekla da to umijeće širi dalje.
Drugom je Kelejevu sinu, Demefontu, namjeravala podati besmrtnost uronivši ga u vatru. No, tada je naišla njegova majka Metanira i kriknula puna užasa. Na to se Demetra prestraši, ispusti dječaka u vatru, a on izgori. Nakon njezina odlaska, u Eleuzini je sagrađeno svetište u njezinu čast, koje je poslije postalo središte Demetrina kulta.

### Demetra i Posejdon
U starijem obliku morske božice, Demetra je bila predmet Posejdonove požude. Ona mu je odolijevala i sakrila se u krdo konja. Posejdon se pretvorio u pastuha i navalio na nju. Demetra je zbog toga bila bijesna i otišla je oprati svoj gnjev u rijeku Ladon. Posejdonu je rodila jednu kći Despenu i konja Ariona s crnom grivom. Zato je u Arkadiji Demetra često bila štovana kao božica s konjskom glavom.

## Vanjske poveznice
- Demetra u klasičnoj literaturi i umjetnosti (engl.)
- Demetra u grčkoj mitologiji (engl.)
- Homerska himna Demetri (engl.)